# 小尖塔

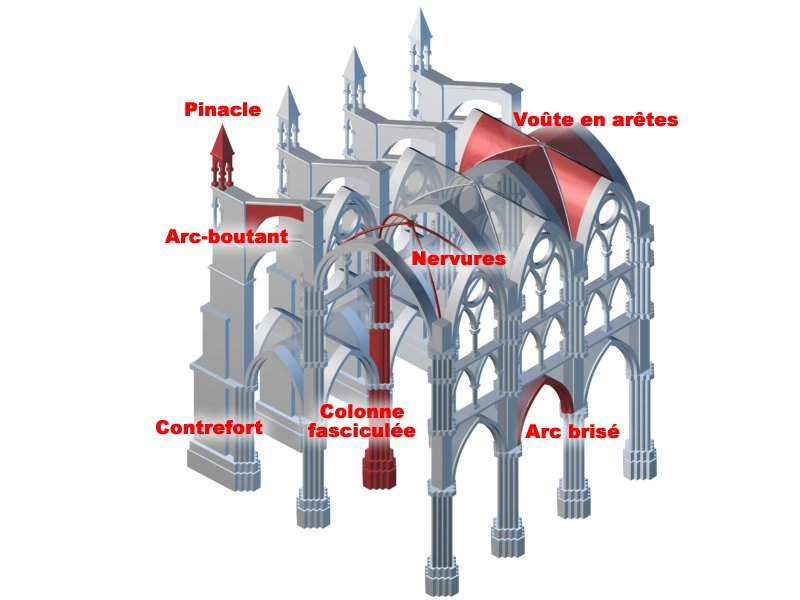
建築用語と図解

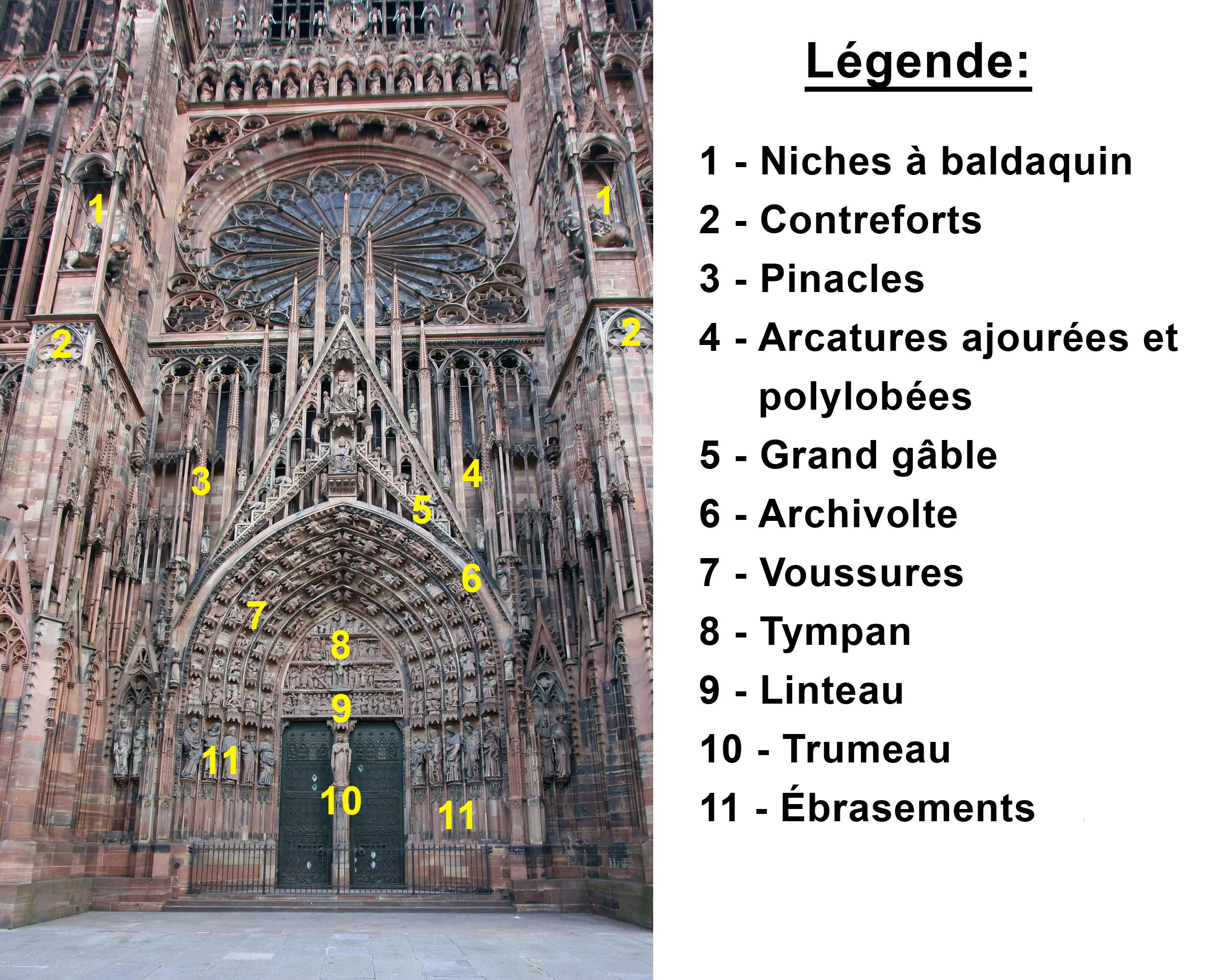
伝統的なゴシック建築の入口の用語解説（ストラスブール大聖堂）

小尖塔（英語：Pinnacle、ピナクル）は、元は控え壁や小さなタレットの天辺や頂上部の装飾建築物であったが、その後は塔の角やその他の多くの状況で欄干（パラペット）の上に使用された。主にゴシック建築に見られる。
その目的は二つあり、一つは装飾的な目的、二つ目は鉛を使い重くしてフライング・バットレス（Arc-boutant）が身廊ヴォールト（Voûte）から受けるスラスト（推力）を下に逃がすという構造的な目的がある。

## 歴史
教会のピナクル(ギリシア語: το πτερυγιον του ιερου)に該当する言葉は、ルカによる福音書 4:9、マタイによる福音書 4:5に登場する。下記の宮（英語版だと temple：寺院）とされるのは、エルサレム第二神殿の事だとされている。